# Arlene Limas
Arlene Limas (9 de febrero de 1966) es una deportista estadounidense que compitió en taekwondo. Ganó una medalla de oro en el Campeonato Mundial de Taekwondo de 1991, y una medalla de oro en el Campeonato Panamericano de Taekwondo de 1990.

## Palmarés internacional
| Campeonato Mundial      | Campeonato Mundial    | Campeonato Mundial | Campeonato Mundial |
| Año                     | Lugar                 | Medalla            | Categoría          |
| ----------------------- | --------------------- | ------------------ | ------------------ |
| 1991                    | Atenas (Grecia)       | Medalla de oro     | –65 kg             |
| Campeonato Panamericano |                       |                    |                    |
| Año                     | Lugar                 | Medalla            | Categoría          |
| 1990                    | Bayamón (Puerto Rico) | Medalla de oro     | –65 kg             |